# Agenor Gołuchowski den yngre
Agenor Gołuchowski den yngre, född 25 mars 1849, död 28 mars 1921, var en österrikisk greve och politiker. Han var son till Agenor Gołuchowski den äldre.
Gołuchowski var minister i Rumänien 1887-93 och utrikesminister 1895-1906. Han var en svuren anhängare av trippelalliansen och Vilhelm II:s politik. Gołuchowski medverkade till trippelalliansens förnyande 1902 och understödde energiskt kejsar Vilhelm vid Algeciraskonferensen 1906. I förhållande till Ryssland åstadkom han ett närmande genom överenskommenselsen i Mürzsteg 1903, som reglerade de österrikisk-ryska intressena i Makedonien. Hans tillbakaträdande mot kejsar Frans Josefs önskan i oktober 1906 hade länge förberetts av mot honom fientliga tjeckiska och ungerska grupper.